# Пейкс, Ариэль
Ариэль Стэнли Пейкс (англ. Ariél Stanley Pakes; род. 1949, Эдмонтон) — профессор экономики, соавтор модели Берри-Левинсон-Пэйкс.

## Биография
Получил бакалаврскую степень (B.A.) в 1971 году и магистерскую степень (M.A.) с отличием в 1973 году в Еврейском университете в Иерусалиме. Затем магистерскую степень (M.A.) в 1976 году и докторскую степень (Ph.D.) в 1979 году в Гарвардского университете.
Свою преподавательскую деятельность начал в должности лектора по экономике в Гарвардском университете в 1979 году, преподавателя экономики в 1980—1984 годах, старшего преподавателя в 1984—1986 годах экономики в Еврейском университете в Иерусалиме. Был ассоциированным профессором экономического факультета Висконсинского университета в Мадисоне в 1986—1988 годах, профессором экономики в 1988—1997 годах, Чарльз и Доротея Дилли профессор экономики в 1997—1999 годах Йельского университета в 1997—1999 годах. Затем преподавал в должности профессора экономики на экономическом факультете Гарвардского университета в 1999—2005 годах.
Был также приглашенным ассистента профессора экономического факультета Висконсинского университета в Мадисоне в 1984—1985 годах, приглашенным научным сотрудником Центра экономического роста Йельского университета в 1985 году, приглашенным профессором экономического факультета Чикагского университета в 1998 году, приглашенным профессором экономического факультета Гарвардского университета в 1999 году, приглашенным профессором Нью-Йоркского университета в 2005—2006 годах, приглашенным Трион профессором Стэнфордского университета в 2015 году, приглашенным Марк и Шейла Вольфсон профессором Стэнфордского университета в 2018 году.
В настоящее время является Томас профессором экономики на факультете экономики Гарвардского университет с 2005 года.

## Награды
За свои достижения был неоднократно награждён:
- 1986 — медаль Фриша[англ.] за статью «Патенты как варианты: некоторые оценки стоимости владения европейскими патентными акциями»;
- 1988 — избранный феллоу Эконометрического общества;
- 2002 — избранный феллоу Американской академии искусств и наук;
- 2004 — вошёл в листинг Who’s Who in Economics;
- 2007 — почётный член Общества промышленной организации;
- 2017 — премия Жан-Жака Лаффона (которая ежегодно признает всемирно известного экономиста, чьи исследования проводятся в духе работы профессора Жан-Жака Лаффона, и сочетает в себе как теорию, так и эмпирику);
- 2017 — избранный член Национальной академии наук;
- 2017 — BBVA Foundation Frontiers of Knowledge Award в области экономики, финансов и менеджмента (совместно с Робертом Портером и Тимом Бреснаханом) «за мотивировано важные и политически значимые вопросы в прикладной области экономики, которые они разработали методологически, которые оказали значительное и долговременное влияние на последующую работу в промышленной организации, а также другие прикладные области»;
- 2019 — избранный почетный член Американской экономической ассоциации;
- 2019 — избранный член Международной ассоциации прикладных экономистов;
- 2020 — премия за лучшее цитирование статьи по версии Web of Science за статью «Цены на автомобили в рыночном равновесии» (совместно со С. Берри и Дж. Левинсоном);
- 2020 — Clarivate Citation Laureate.
- Erwin Plein Nemmers Prize in Economics[англ.] (2022)